# Movimento ao Socialismo (Venezuela)
O Movimento ao Socialismo (em castelhano: Movimiento al Socialismo), mais conhecido pelo acrónimo MAS, é um partido político venezuelano de ideologia socialista fundado em 19 de janeiro de 1971 por Teodoro Petkoff e outros dissidentes do Partido Comunista da Venezuela (PCV) críticos à modelo socialista da União Soviética. Atualmente, o partido integra a Aliança Democrática, coalizão partidária formada pelos partidos políticos de oposição ao governo do atual presidente Nicolás Maduro. No âmbito internacional, é filiado à Internacional Socialista e ao Conferência Permanente de Partidos Políticos da América Latina (COPPPAL).

## Histórico
Desde o início, seus fundadores trataram de demarcar suas diferenças político-ideológicas frente aos segmentos mais radicais da esquerda venezuelana que chegaram a travar confrontos armados contra os governos democraticamente eleitos dos partidos políticos signatários do Pacto de Punto Fijo (Ação Democrática (AD) e  Comitê de Organização Política Eleitoral Independente (COPEI)) que dominaram a política venezuelana durante a segunda metade do século XX.
Entre as décadas de 1970 e 1990, seus militantes esperavam que o MAS pudesse preencher o vácuo político deixado pela União Republicana Democrática (URD) e se tornar a 3.ª força política do país, capaz de disputar de forma competitiva tanto as eleições presidenciais quanto as eleições parlamentares deste período com a AD e o COPEI, porém o partido jamais ultrapassou a barreira dos 5% dos votos em tais escrutínios. Na eleição presidencial de 1993, compôs a coalizão partidária que apoiou a vitoriosa candidatura presidencial do ex-presidente Rafael Caldera, contribuindo com mais de 1/3 dos 30.46% de votos válidos obtidos pela coalizão. Nas eleições parlamentares daquele mesmo ano, o MAS elegeu 5 senadores e 24 deputados para o Congresso da República.
Inicialmente, o MAS foi um apoiador da ascensão política de Hugo Chávez após a vitória deste na eleição presidencial de 1998. Petkoff discordou deste alinhamento político e desfiliou-se do partido que havia fundado décadas atrás. Com o passar dos anos, discordâncias políticas crescentes com o chavismo levaram o MAS à oposição. Na eleição parlamentar de 2000, o partido obteve 5.03% dos votos válidos e elegeu 21 dos 165 deputados da Assembleia Nacional. No âmbito regional, desde 1989 o MAS logrou eleger governadores dos estados venezuelanos de Delta Amacuro, Lara, Portuguesa, Sucre e Zúlia.

## Resultados eleitorais

### Eleições presidenciais
| Eleições | Candidatos próprios/apoiados     | Pos. | Votos     | %             | Status     |
| -------- | -------------------------------- | ---- | --------- | ------------- | ---------- |
| 1973     | José Vicente Rangel              | 3º   | 161 780   | 3,70 / 100    | Não eleito |
| 1978     | José Vicente Rangel              | 3º   | 250 065   | 4,70 / 100    | Não eleito |
| 1983     | Teodoro Petkoff                  | 3º   | 223 194   | 3,35 / 100    | Não eleito |
| 1988     | Teodoro Petkoff                  | 3º   | 186 255   | 2,71 / 100    | Não eleito |
| 1993     | Rafael Caldera (CN) (apoiado)    | 1º   | 1 710 772 | 30,46 / 100   | Eleito     |
| 1998     | Hugo Chávez (MVR) (apoiado)      | 1º   | 3 673 685 | 56,20 / 100   | Eleito     |
| 2000     | Hugo Chávez (MVR) (apoiado)      | 1º   | 3 757 773 | 59,76 / 100   | Eleito     |
| 2006     | Manuel Rosales (UNT) (apoiado)   | 2º   | 4 292 466 | 36,91 / 100,0 | Não eleito |
| 2012     | Henrique Capriles (PJ) (apoiado) | 2º   | 6 591 304 | 44,32 / 100,0 | Não eleito |
| 2013     | Henrique Capriles (PJ) (apoiado) | 2º   | 7 363 980 | 49,12 / 100,0 | Não eleito |
| 2018     | Henri Falcón (AP) (apoiado)      | 2º   | 1 927 387 | 20,93 / 100,0 | Não eleito |

### Eleições legislativas

#### Congresso da República da Venezuela
| Eleição | Votos válidos    | %     | Câmara dos Deputados | Câmara dos Deputados | Senado   | Senado |
| Eleição | Votos válidos    | %     | Assentos             | +/-                  | Assentos | +/-    |
| ------- | ---------------- | ----- | -------------------- | -------------------- | -------- | ------ |
| 1973    | 232 756          | 5.30  | 9 / 200              | Novo                 | 2 / 47   | Novo   |
| 1978    | 325 328          | 6.20  | 11 / 199             | 2                    | 2 / 44   | 0      |
| 1983    | 377 795          | 5.70  | 11 / 200             | 0                    | 2 / 44   | 0      |
| 1988    | 733 421          | 10.20 | 18 / 201             | 7                    | 3 / 46   | 1      |
| 1993    | 509 068 (Câmara) | 10.81 | 24 / 203             | 6                    | 5 / 50   | 2      |
| 1993    | 526 197 (Senado) | 10.87 | 24 / 203             | 6                    | 5 / 50   | 2      |
| 1998    | 440 665 (Câmara) | 8.90  | 24 / 207             | 0                    | 5 / 54   | 0      |
| 1998    | 465 977 (Senado) | 9.10  | 24 / 207             | 0                    | 5 / 54   | 0      |

#### Assembleia Nacional da Venezuela
| Eleição | Votos válidos | %    | Assentos | +/- |
| ------- | ------------- | ---- | -------- | --- |
| 2000    | 224 170       | 5.03 | 6 / 165  | 18  |
| 2005    | 9 118         | 0.30 | 0 / 167  | 6   |
| 2010    | 67 357        | 0.40 | 0 / 165  | 0   |
| 2015    | 37 405        | 0.27 | 0 / 167  | 0   |
| 2020    | 77 311        | 1.23 | 0 / 277  | 0   |